# Izabelin (Płock)
Pour les articles homonymes, voir Izabelin.
Izabelin (prononciation : [izaˈbɛlin]) est un village polonais de la gmina de Brudzeń Duży dans le powiat de Płock de la voïvodie de Mazovie dans le centre-est de la Pologne.
Il se situe à environ 7 kilomètres au nord-ouest de Brudzeń Duży (siège de la gmina), 25 kilomètres au nord-ouest de Płock (siège du powiat) et à 119 kilomètres au nord-ouest de Varsovie (capitale de la Pologne).

## Histoire
De 1975 à 1998, le village appartenait administrativement à la voïvodie de Płock.